# 한국기록원
한국기록원(韓國記錄院, Korea Record Institute)은 대한민국 서울특별시 마포구의 중소기업으로, 정보 산업을 주력으로 하는 비상장 기업이다.
2001년 한국기록인증정보센터 설립을 시작으로 2004년 4월 한국기록원으로 회사의 명칭을 변경하여 지금에 이르고 있다.

## 연혁
- 2001년 7월 한국기록인증정보센터 설립
- 2004년 5월 한국기록원으로 사명 변경
- 2007년 11월 한국기록원 호남지역본부 설립
- 2008년 1월 사단법인 한국기록원으로 개편
- 2011년 2월 주식회사 한국기록원으로 개편